# Barcelona Cómica
Barcelona Cómica va ser una revista publicada a Barcelona entre 1889 i 1900.

## Descripció
Fou un setmanari satíric, polític i il·lustrat que s'editava a Barcelona. El seu primer número va aparèixer en 1889 i la seva publicació va acabar onze anys després, al 1900.
Redactat en castellà, el seu ventall de col·laboradors va ser ampli, tant en pintors, il·lustradors, dibuixants, escriptors, dramaturgs i periodistes, entre ells Antonio Alcalde Valladares, Narciso Alonso Cortés, José Lorenzo Álvarez, Vital Aza, Pedro Barrantes, Eusebio Blasco, Antonio Casero y Barranco, Cristóbal de Castro, Manuel Corral y Mairá, Filomena Dato, Narciso Díaz de Escovar, José Fernández Bremón, Carlos Fernández Shaw, Rafael García Ormaechea, Teodoro Guerrero, Alejandro Larrubiera, Ángel Lasso de la Vega, Tomás Luceño, José María Matheu Aybar, Miguel Moya Ojanguren, Jesús Muruais, Narcís Oller, Mariano Pardo de Figueroa, Pau Parellada, Alfonso Pérez Gómez-Nieva, Juan Pérez Zúñiga, Mariano Pina Domínguez, Manuel Polo y Peyrolón, Luis Ram de Víu, Enrique Ramírez de Saavedra, Manuel Reina Montilla, José Rodao, Salvador Rueda, Venancio Serrano Clavero, Luis Siboni, José de Siles, Luis Taboada, Francisco Tusquets, Luis del Val, Jacint Verdaguer o Marcos Zapata Mañas.
En l'aspecte gràfic van participar, a més, Joaquim Xaudaró i Ramon Escaler, entre d'altres.